# Niverolle à cou roux
Pyrgilauda ruficollis
Espèce
Synonymes
- Montifringilla ruficollis

Statut de conservation UICN

 LC  : Préoccupation mineure
La Niverolle à cou roux (Pyrgilauda ruficollis), appelée également Niverolle à nuque rouge, est une espèce de passereau placée dans la famille des Passeridae.

## Répartition
Cet oiseau vit dans l'ouest de la Chine.

## Systématique
Elle a été décrite en 1871 par Blanford, sous le nom scientifique de Montifringilla ruficollis.

## Sous-espèces
Cet oiseau est représenté par 2 sous-espèces :
- Pyrgilauda ruficollis ruficollis : de l'Ouest du Tibet jusqu'à Sikkim (Inde), jusqu'à la province chinoise de Qinghai et jusqu'aux monts Qilian (Chine) ;
- Pyrgilauda ruficollis isabellina Stegmann, 1932 : dans l'Ouest de la Chine (de la région autonome du Xinjiang au Nord-Ouest de la province de Qinghai). Elle passe l'hiver en Inde.